# Союз джіу-джитсу Республіки Сербської
Союз джіу-джитсу Республіки Сербської (серб. Џију-џицу савез Републике Српске / Ju-jitsu savez Republike Srpske) — спортивна організація, яка координує клуби з джіу-джитсу в Республіці Сербській та здійснює управління розвитком спорту в країні. Член Європейського союзу джіу-джитсу, Балканської федерації джіу-джитсу.

## Історія
Союз заснований у 1998 році в Зворнику під назвою «Союз з джиу-джитсу Республіки Сербської». Засновниками союзу виступили три клуби зі Зворника, Брчко та Добоя чисельністю близько 100 осіб — в основному поліцейські Республіки Сербської. У 2000 році штаб-квартира була перенесена в Брчко, а 24 липня 2002 року — в Баня-Луку (поточна адреса — вулиця Тина Уєвича, будинок 9).
Поточним президентом союзу є Радислав Йовічич, заступником президента — Влайко Спремо, секретарем — Наташа Прпич.

## Змагання
Союз організовує чемпіонат Республіки Сербської з джіу-джитсу, міжнародний турнір джіу-джитсу з бойової системи «Видовдан». Також союз управляє збірною Республіки Сербської: директором збірної є Светлан Благоєвич, тренером — Милош Радич. Збірна бере участь в ряді турнірів: у 2002 і 2004 роках на турнірі в Добові вона зайняла 2-е місце в командному заліку, на першій балканській першості в Афінах завоювала 16 медалей (2 золоті, 3 срібні, 11 бронзових), на міжнародному турнірі EJJ в травні 2010 року в Мариборі здобула 9 медалей (3 золотих, 1 срібну, 5 бронзових).

## Зареєстровані клуби
- Шипово
- Єдинство (Добой)
- Мінотаур (Баня-Лука)
- Самурай (Баня-Лука)
- Самурай (Градішка)[1]
- Поліцаяц (Добой)
- Сенсей (Добой)[2]
- Іпон (Модрича)
- Шогун (Брчко)
- Требіньє
- Славія (Східне Сараєво)[3]
- Клуб бойових мистецтв «Зансхін» (Пале)